# نورمان بيري (لاعب كرة قدم كندية)
نورمان بيري هو لاعب كرة قدم كندية كندي، ولد في 1 يونيو 1904 في سارنيا في كندا، وتوفي في 17 نوفمبر 1957.